# HITRAN

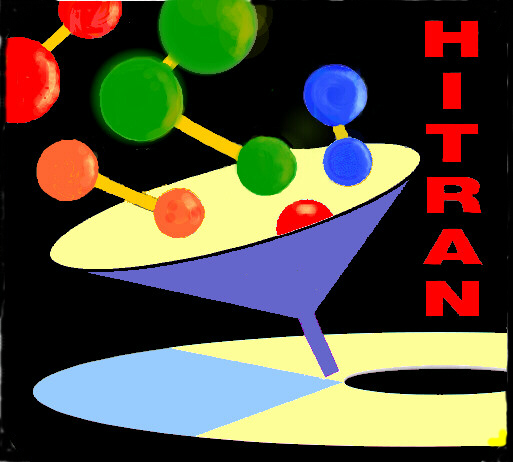
Logo d'HITRAN: des molécules entrent dans un entonnoir et sont enregistrés sur un CD-rom.

HITRAN (acronyme de High Resolution Transmission) est une base de données spectroscopiques, compilation de paramètres spectroscopiques permettant de prédire et simuler par informatique l'absorption et l'émission de lumière dans des milieux gazeux. Compilée par le laboratoire de recherche Air Force Cambridge dans les années 1960, HITRAN est mise à jour par le Harvard-Smithsonian Center for Astrophysics à Cambridge (Massachusetts) à partir de données issues de nombreux laboratoires dans le monde.
HITRAN est la norme mondiale pour les problèmes de rayonnement dans les gaz du domaine des micro-ondes jusqu'au domaine ultraviolet. La version 2021 contient 55 espèces moléculaires ainsi que leurs isotopologues les plus importants. Ces données sont archivées sous forme d'un grand nombre de transitions de raies, chacune contenant de nombreux paramètres spectraux nécessaires aux simulations à haute résolution. En outre, 320 espèces moléculaires ont été collectées sous forme de sections efficaces. Celles-ci comprennent des composants anthropiques dans l'atmosphère tels que les chlorofluorocarbures.
Cette bibliothèque est en usage libre et téléchargeable à partir d'un site FTP du Harvard-Smithsonian Center for Astrophysics. Un outil en ligne pour parcourir, filtrer et tracer les données, appelé HITRANonline est fourni. De plus, une bibliothèque Python HAPI (HITRAN Application Programming Interface) est incluse. Elle sert d’outil pour les calculs de coefficients d’absorption et de transmission, leur représentation graphique, ainsi que pour la comparaison d’ensembles de données spectroscopiques.